# Stanislaŭ Sjusjkevitj
Stanislaŭ Stanislavavitj Sjusjkevitj (belarusiska: Станісла́ў Станісла́вавіч Шушке́віч; ryska: Станисла́в Станисла́вович Шушке́вич; Stanislav Stanislavovitj Sjusjkevitj), född 15 december 1934 i Minsk, död 3 maj 2022 i Minsk, var en belarusisk politiker. Han var landets statsöverhuvud 1991–1994 i egenskap av parlamentets ordförande. Sjusjkevitj bildade tillsammans med Ukrainas Leonid Kravtjuk och Rysslands Boris Jeltsin Oberoende Staters Samvälde.